# Smolinci
Smolinci so naselje v Občini Cerkvenjak.